# Travis Mays
Travis Cortez Mays (ur. 19 czerwca 1968 w Ocala) – amerykański koszykarz, występujący na pozycji rzucającego obrońcy, mistrz uniwersjady, trener koszykarski.

## Osiągnięcia
Na podstawie, o ile nie zaznaczono inaczej.
NCAA
- Uczestnik rozgrywek NCAA Elite Eight (1990)
- 2-krotny zawodnik roku konferencji SWC (1989, 1990)[3]
- Zaliczony do:
  - II składu All-America (1990 przez AP)
  - składu All-Southwest Conference (1987–1990)
  - University of Texas Men's Athletics Hall of Honor (2002)

NBA
- Zaliczony do składu II składu debiutantów NBA (1991)[4]

Inne
- Finalista Pucharu Grecji (1995)
- 2-krotny uczestnik European All-Star Game (1994, 1995)
- 3-krotny uczestnik włoskiego All-Star Game (1999–2001)
- Awans do włoskiej Lega Basket A z Basket Napoli (2002)
- Zwycięzca konkursu rzutów za 3 punkty ligi greckiej (1995)

Reprezentacja
- Mistrz Uniwersjady (1989)[5]

Trenerskie
- NCAA Final Four (2008)